# Drei-Ebenen-Modell
Das Drei-Ebenen-Modell ist ein von Jens Rasmussen in den 1980er Jahren eingeführtes Modell zur Beschreibung menschlichen Verhaltens in einem Mensch-Maschine-System auf drei kognitiven Ebenen. Er unterscheidet
- auf sensomotorischen Fertigkeiten basiertes Verhalten (skill based)
- regelbasiertes Verhalten (rule based)
- wissensbasiertes Verhalten (knowledge based)